# 五十嵐憲
五十嵐 憲（いがらし けん、1952年（昭和27年）9月17日 - ）は、山形県鶴岡市出身の、水泳指導者、遠泳スイマー。

## 人物
友人に「地元の漁港から1.2km先の島まで泳いで渡ったら寿司を奢る」と言われたのをきっかけに遠泳を始める。
1999年に、津軽海峡の横断に日本人としては初めて成功し、2000年にはドーバー海峡横断に日本人では9人目として成功する。その後、2001年間宮海峡、2002年宗谷海峡、2003年対馬海峡西水道横断、2004年バイカル湖に、それぞれ世界初となる単独遠泳横断に成功した。
地元の小学生への水泳指導も行っている。
講演会などでは、かつて北尾光司が名乗っていた「スポーツ冒険家」の肩書きを使うこともある。

## 略歴
- 1952年（昭和27年）9月17日、山形県鶴岡市に生れる。
- 1965年（昭和40年）、鶴岡市立朝暘第一小学校を卒業する。
- 中学校では水泳部に在籍する。
- 1968年（昭和43年）、鶴岡市立鶴岡第三中学校を卒業する。
  - 山形県立庄内農業高等学校に進学し、ウエイトリフティング部に在籍する。
- 1971年（昭和46年）、同高等学校を卒業する。
- 山形県鶴岡市役所に勤務する。
- 1989年（平成元年）、遠泳を始める。
- 1991年（平成3年）、鶴岡市由良海岸から湯の浜海岸までの約10kmを泳ぐ。記録は4時間38分。
  - 粟島から笹川までの約21kmを泳ぐ。記録は9時間38分。
- 1994年（平成6年）、酒田市飛島一周約12kmを泳ぐ。記録は4時間26分。
- 1995年（平成7年）、飛島から遊佐町吹浦まで約30kmを泳ぐ。記録は14時間10分。
- 1999年（平成11年）、津軽海峡を北海道から青森県までの約27kmを泳ぐ。記録は11時間30分。
- 2000年（平成12年）、ドーバー海峡をイギリスからフランスまでの約36kmを泳ぐ。記録は16時間42分。
- 2001年（平成13年）、間宮海峡をロシア大陸からサハリン州までの約28kmを泳ぐ。記録は11時間29分。
- 2002年（平成14年）、宗谷海峡を稚内市からサハリン州までの約43kmを泳ぐ。記録は20時間1分。
  - 9月7日、琵琶湖を横断する。記録は6時間45分。
- 2003年（平成15年）、対馬海峡西水道を対馬から釜山広域市までの約47kmを泳ぐ[2]。記録は18時間37分。
- 2004年（平成16年）、バイカル湖横断、約30kmを泳ぐ。記録は15時間45分。
- 2005年（平成17年）12月1日 - 庄内地方の各所にて写真展が開催される。